# Delta del Bover
Delta del Bover (δ Bootis) és un estel a la constel·lació del Bover de magnitud aparent +3,46. Sense nom propi habitual, ocasionalment és conegut com a Princeps, «príncep» o «principal» en llatí. S'hi troba a 117 anys llum de distància del sistema solar.
Delta del Bover és una estrella gegant groga de tipus espectral G8III i 4.990 K de temperatura, amb una lluminositat 59 vegades major que la del Sol. El valor del seu diàmetre, obtingut a partir de la mesura del seu diàmetre angular, és 10,4 vegades major que el del Sol. La seua metal·licitat és baixa comparada a la solar, entorn del 40% de la mateixa; com a resultat d'això, pel seu espectre està classificada com un estel amb línies febles de CN (cianogen).
Delta del Bover té una companya estel·lar de magnitud +7,8, una nana de tipus espectral G0 similar al Sol. No obstant això, la seva baixa lluminositat —un 80% de la solar— i la seva petita grandària amb relació a la seva temperatura de 5.900 K —el seu radi equival al 87% del radi solar, suggereixen que pot ser una estrella subnana; això concorda amb la baixa metal·licitat observada en Delta del Bover A. Visualment estan separades gairebé 2 minuts d'arc, cosa que equival a una separació real d'almenys a 3.800 UA i un període orbital de més de 120.000 anys.